# Новопавлівська волость (Павлоградський повіт)
Новопа́влівська во́лость — волость в Російській імперії. Адміністративно-територіальна одиниця Павлоградського повіту Катеринославської губернії. Центр — село Новопавлівка. 
Станом на 1886 рік — складалася з 2 поселень, 2 сільських громад. Населення 8161 — особи (4102 особи чоловічої статі та 4059 — жіночої), 1309 дворових господарств.
|                     | Площа, десятин | У тому числі орної, десятин |
| ------------------- | -------------- | --------------------------- |
| Сільських громад    | 22909          | 20105                       |
| Приватної власності | —              | —                           |
| Казенної власності  | —              | —                           |
| Іншої власності     | 240            | 180                         |
| Загалом             | 23149          | 20285                       |

Поселення волості:
- Новопавлівка — село при річці Солона за 101 версту від повітового міста, 3765 осіб, 628 дворів, православна церква, каплиця, школа, 10 лавок, 2 рейнських погреби, 3 винних склада, 4 ярмарки, базари по неділях.
- Підгородне — село при річці Солона, 4396 осіб, 628 дворів, православна церква, каплиця, школа.